# Pfannenstiel (Zürich)
Der Pfannenstiel ist ein Bergrücken im Kanton Zürich, Schweiz, zwischen Zürichsee und Greifensee. Seine höchste Stelle (853 m ü. M.) bei der Hochwacht liegt am südöstlichen Ende in etwa 13 Kilometer Entfernung von der Stadt Zürich. Im Südosten folgen bis zur Glatttalschwelle bei Hombrechtikon einige niedrigere Hügel. Im Nordwesten schliesst sich nach der Passhöhe Forch (679 m ü. M.) der Wassberg (748 m ü. M.) an. Der gesamte Höhenzug zwischen dem Zürichsee und dem Glatttal von der Glattalschwelle bis zum Zürichberg im Norden wird als Pfannenstiel-Zürichberg-Kette bezeichnet. Der namengebende prominente Pfannenstiel ist die höchste Erhebung dieser Hügelkette.

## Naturraum

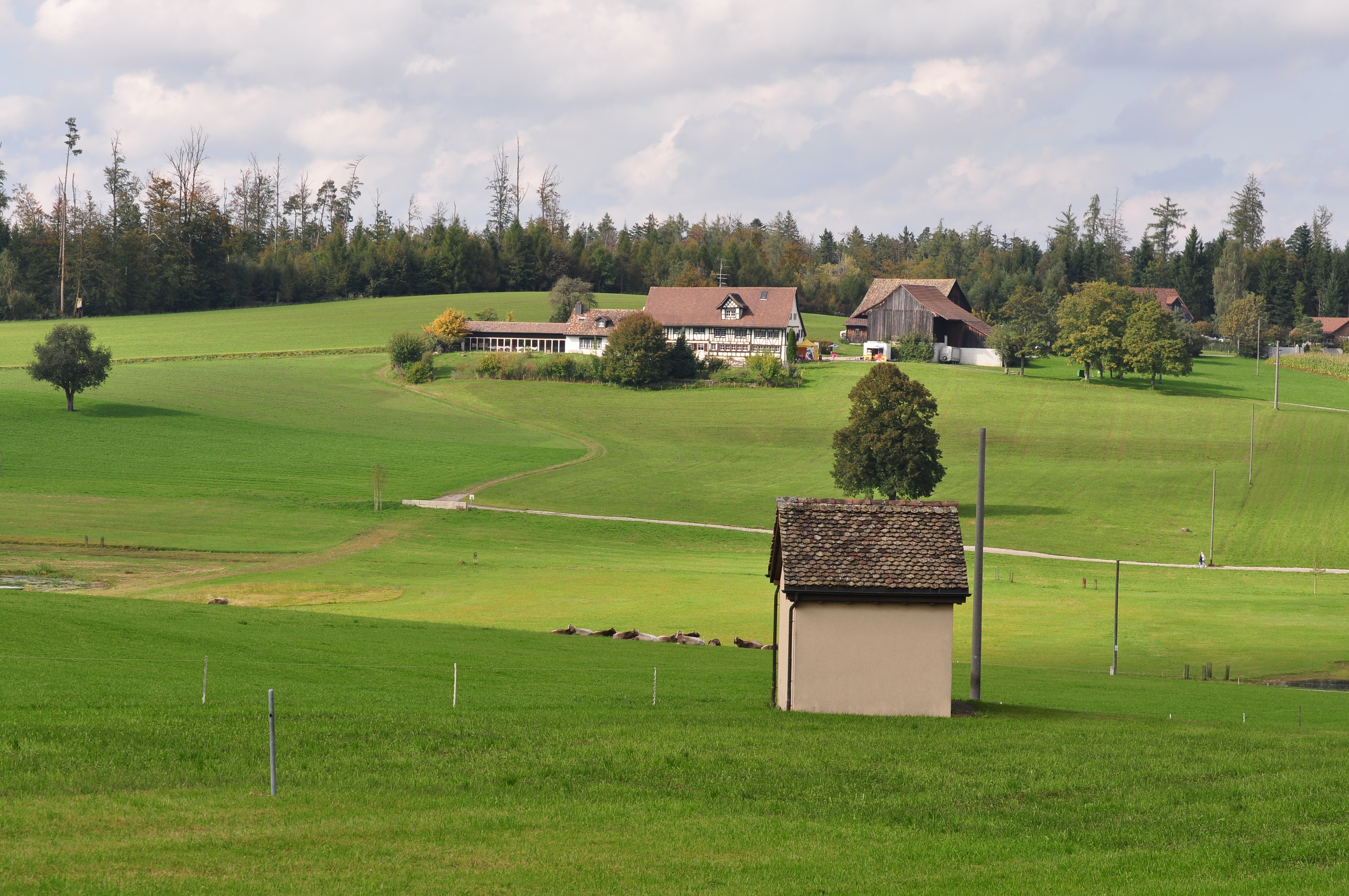
Guldenen

Der Gipfelbereich des Pfannenstiels überragt die umgebende, stark landwirtschaftlich genutzte Bereiche und die Siedlungsgebiete. Er ist geprägt durch einen Wald. der nur rund um die Landwirtschaft betreibenden Höfe Vorder und Hinter Guldenen unterbrochen ist. Der Wald ist etwa vier Kilometer lang (zwischen Hohrüti und dem Pass beim Vorderen Pfannenstiel) und bis zu zwei Kilometer breit. Er beginnt meist etwas oberhalb von 700 m, auf der Ostseite geht er aber weit tiefer hinab.
Siedlungen und Felder überragend und mehrheitlich verkehrsfrei, ist der Pfannenstiel-Wald zu einem wichtigen Naherholungsgebiet für die im Umkreis und vor allem in Zürich lebende Bevölkerung geworden.
Am Osthang des Pfannenstiels liegt die Gemeinde Egg, nördlich davon die Gemeinde Maur. Am Westhang liegen mehrere Weiler, die zu den am See liegenden Gemeinden Meilen und Herrliberg gehören. Die See-nahen Bereiche auf der Westseite sind durchgehend besiedelt. Im Gegensatz dazu sind die steilen Hänge auf der Ostseite unterhalb der Ortschaften Egg und Aesch-Forch wieder bewaldet. Das Greifensee-Ufer ist bis auf die Weiler Uessikon und Rällikon naturbelassen, dahinter Landwirtschaftszone. Das Glatttal oberhalb des Sees wird im flachen Bereich gegen Mönchaltorf stark landwirtschaftlich genutzt. An der Ostseite gibt es keinen nennenswerte Bäche, während die Westflanke von mehreren mehr oder weniger stark eingeschnittenen Tobel geprägt ist.
Die Region Pfannenstiel umfasst insbesondere auch drei in den Gemeinden Hombrechtikon, Küsnacht und Stäfa gelegene Landschaftsschutzgebiete, darunter das Küsnachter Tobel, das als «geologisches und geomorphologisches Objekt von regionaler Bedeutung» im kantonalen Inventar der Natur- und Landschaftsschutzobjekte eingetragen ist.

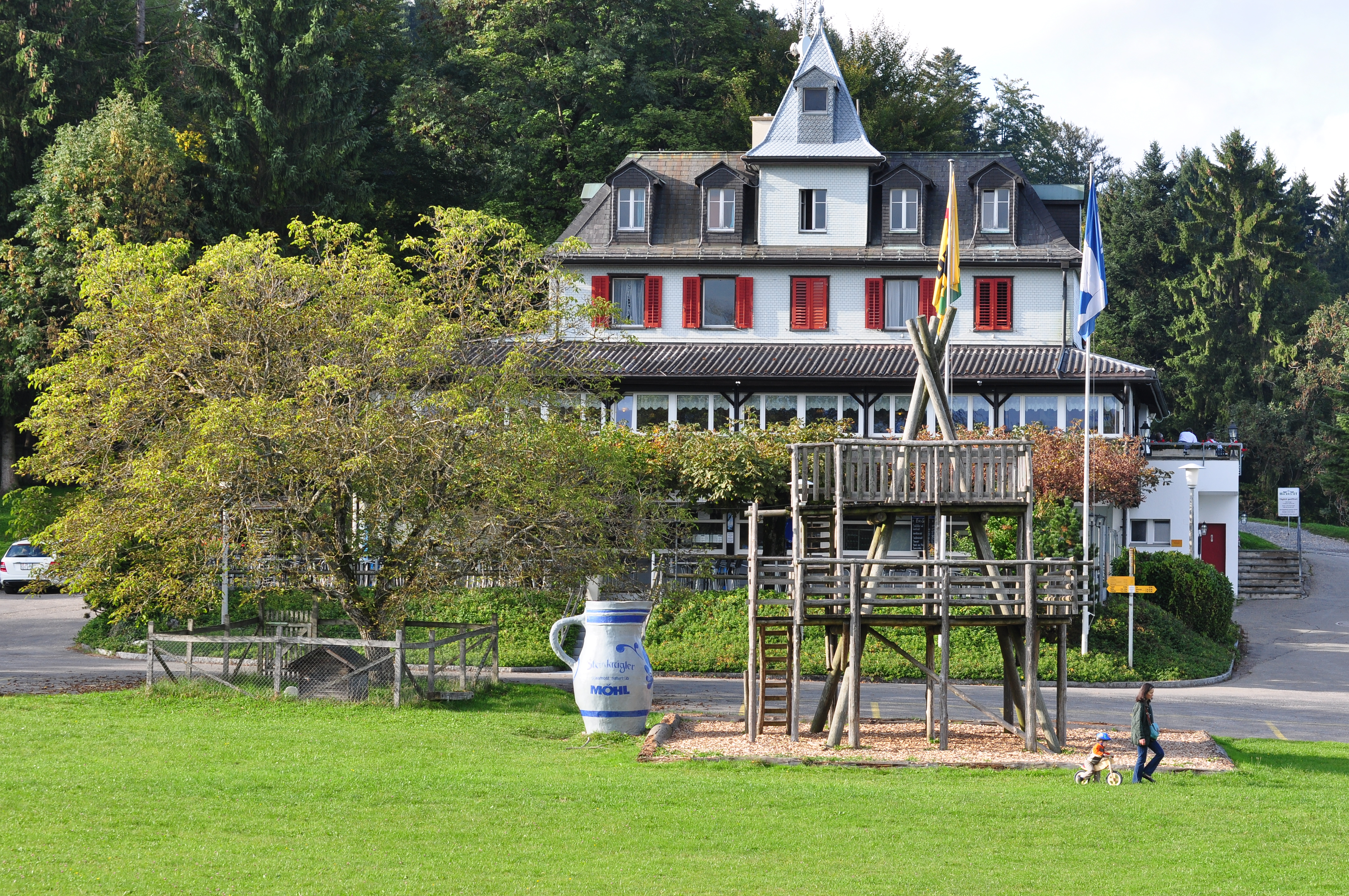
Restaurant Hochwacht

Unweit des höchsten Punktes steht bei der Hochwacht ein Aussichtsturm. Ursprünglich wurde er auf dem Bachtel im Zürcher Oberlanderrichtet, wo er einem Neubau weichen musste. Sieben Jahre später konnte er auf dem Pfannenstiel wiederaufgebaut werden. Gleich unterhalb des Turms steht ein Gasthaus. Im Winter wird bei guten Schneeverhältnissen auf den Guldenen eine Langlauf-Loipe eingerichtet. Der Pfannenstiel ist mit öffentlichen Verkehrsmitteln (Forchbahn oder Bus bis Vorderer Pfannenstiel) gut erreichbar.
Das Naturnetz Pfannenstil wurde 1998 anlässlich des rasanten Wachstums der Siedlungen in der Region von der Zürcher Planungsgruppe Pfannenstil (ZPP) gegründet. Ziel des Netzwerks ist die Umsetzung des Naturschutz-Gesamtkonzepts des Kantons Zürich und die ökologische Vernetzung gemäss regionalem Richtplan in der Region Pfannenstiel. Verschiedene Projekte widmen sich der Erhaltung und Pflege des Gebiets als attraktiver Naherholungsraum im Sinne einer vielfältigen und naturnahen Kulturlandschaft sowie Massnahmen zur Förderung der Biodiversität.

## Administrativer Begriff
Die auf der Grundlage des Zürcher Planungs- und Baugesetzes von 1975, § 12 gebildete Planungsregion Pfannenstil (amtlich mit «i» geschrieben) ist ein kommunaler Zweckverband, der die Gemeinden Zollikon, Zumikon, Küsnacht, Erlenbach, Herrliberg, Meilen, Egg, Uetikon am See, Männedorf, Oetwil am See, Stäfa und Hombrechtikon umfasst. Sie ist das Wirkungsgebiet der Zürcher Planungsgruppe Pfannenstil (ZPP), die sich mit der Wahrnehmung der regionalplanerischen Interessen beschäftigt.
Die MS-Region Pfannenstiel (amtlich mit «ie» geschrieben) ist eine von 106 Schweizer Regionen, die das Bundesamt für Statistik auf der Basis des «mobilité-spatiale»-Modells für zahlreiche wissenschaftliche und regionalpolitische Zwecke gebildet hat. Räumlich ist sie mit der Planungsregion Pfannenstil identisch.
Ferner gibt es auch von privatrechtlichen Organisationen definierte Gebiete, die sich über grosse Teile der Pfannenstiel-Zürichberg-Kette erstrecken, aber den Kurznamen Pfannenstiel tragen, beispielsweise die Sektion Pfannenstiel des Hauseigentümerverbandes des Kantons Zürich.

## Namensherkunft und Schreibweise
Laut dem Zürcher Historiker Leonhard von Muralt soll der Name Pfannenstiel aus dem 17. Jahrhundert stammen und sich auf die Pechpfanne auf der Hochwacht beziehen. Diese diente zur Alarmierung mit Feuer- und Rauchzeichen. Allerdings findet sich der Name «Phannenstil» bereits in einer Urkunde aus dem Jahre 1306, als es noch keine Hochwachten gab. Laut dem Schweizerischen Idiotikon ist Pfannenstil ein häufiger Name «von langgestreckten Örtlichkeiten, Geländeteilen»; derart wäre er von der Geländeform inspiriert, die lang gezogen und leicht geschwungen an den Holzgriff einer Pfanne erinnert. Bei dem Gelände zwischen Zürichsee und Greifensee nimmt die heutige Namenforschung allerdings an, dass der Name Pfannenstiel ursprünglich nicht den gesamten Bergrücken bezeichnete, sondern als Flurname ein Gebiet am Hang oberhalb Meilens. Zunächst übertragen auf die in der Umgebung entstandenen Höfe (noch heute Vorderer Pfannenstiel, Mittlerer Pfannenstiel und Hinterer Pfannenstiel), wurde die gleiche Benennung schliesslich für den ganzen Bergrücken verwendet.
Schwankend ist die Schreibweise. Zwischen 1957 und 1983 galt auf der Landeskarte der Schweiz die Schreibung «Pfannenstil»; Grundlage hierfür war die Schreibweise der Amtlichen Vermessung des Kantons Zürich, die sich ihrerseits auf die Weisungen für die Erhebung und Schreibweise der Lokalnamen bei Grundbuchvermessungen in der deutschsprachigen Schweiz von 1948 (heute: Weisungen betreffend die Erhebung und Schreibweise der geografischen Namen der Landesvermessung und der amtlichen Vermessung in der deutschsprachigen Schweiz von 2011) stützte. Die Behörden der Gemeinde Meilen auf der Westseite des Pfannenstiels setzten während dieser Zeit auf ihren Wegweisern die Schreibweise «Pfannenstil» um, ebenso im Strassennamen «Pfannenstielstrasse». Um 1975 wurden diese Änderungen allmählich wieder rückgängig gemacht. Laut den Weisungen 2011 ist in jedem Kanton eine amtliche Nomenklaturkommission für die Erhebung und die Schreibweise der Lokalnamen zuständig. Die Verordnung sieht zudem vor, dass geographische Namen mit lokaler Bedeutung in der lokalen Mundart geschrieben werden (Art. 7: «Die Schreibung der Namen von lokaler Bedeutung, für die keine besondere Regelung vorgesehen ist, erfolgt in Anlehnung an die ortsübliche Aussprache nach den im Anhang zu diesen Weisungen enthaltenen Grundsätzen und Schreibregeln»). Bei einer mundartlichen Schreibweise wird für ein langes i das Dehnungs-ie der Schriftsprache nicht gebraucht, da ie im Schweizerdeutschen für den Diphthong [iə] und nicht für den Monophthong [iː] steht. Demnach müsste der Pfannenstiel ohne ie geschrieben werden. Der Pfannenstiel weist aber eine grössere als nur geringe, lokale Bedeutung auf, was umgekehrt für die standarddeutsche Schreibweise spricht. In Art. 5 heisst es zudem, dass Namen, denen infolge ihrer geographischen, historischen oder literarischen Bedeutung ein allgemeines Interesse zukommt, in der allgemein üblichen Schreibweise zu belassen sind.
Die Zürcher Planungsgruppe Pfannenstil schreibt ihren Namen hingegen unverändert mit einfachem i.

## Pfannenstielturm

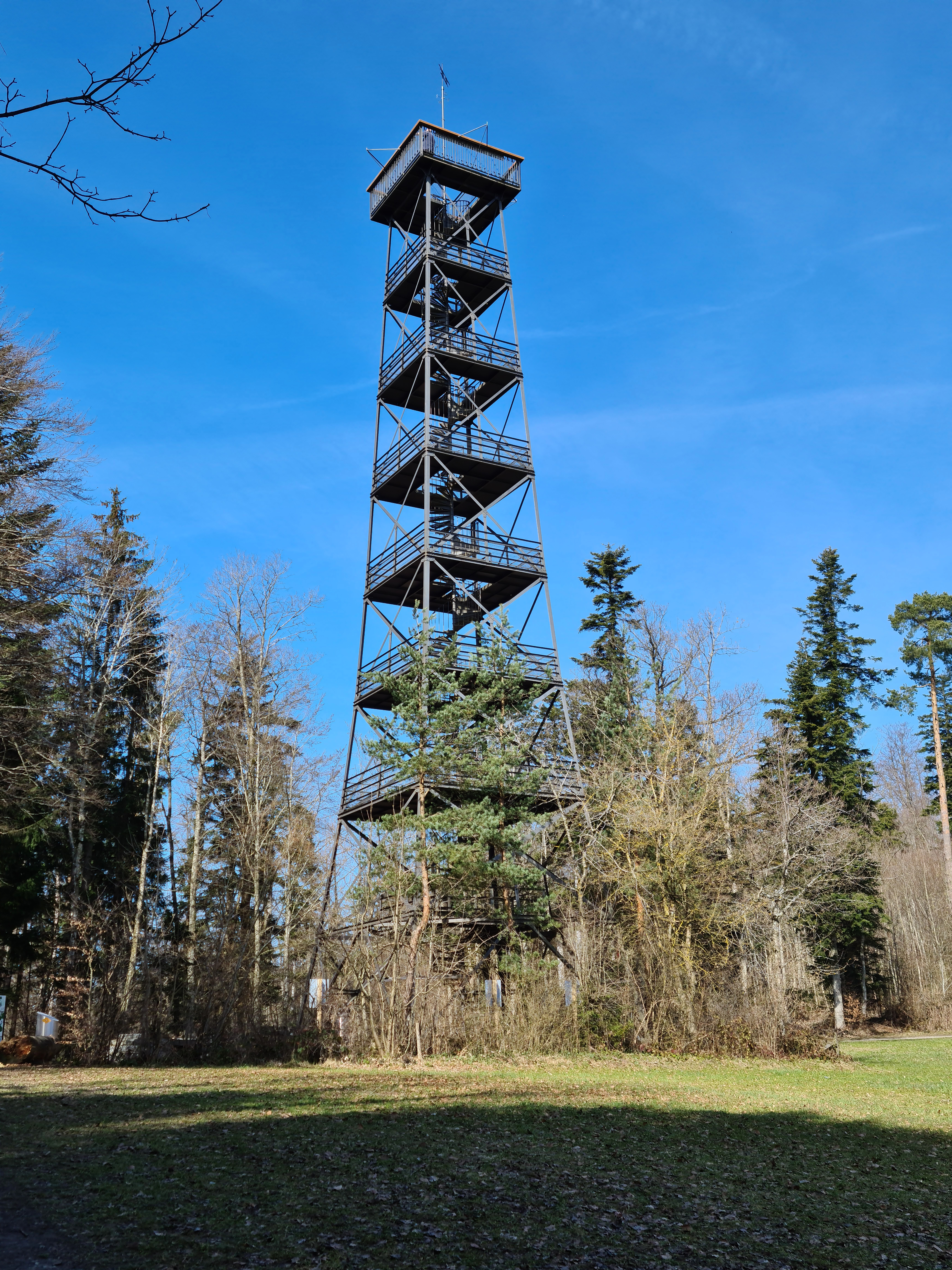
Aussichtsturm

Der als Stahlfachwerkturm ausgeführte Pfannenstielturm war 1893 auf dem Bachtel errichtet und 1979 unter Denkmalschutz gestellt worden. Da er als Antennenträger nicht ausreichend war, wurde er 1985 von der damaligen PTT abgebaut und seine Teile eingelagert. 1992 wurde er auf dem Pfannenstiel oberhalb des Restaurants Hochwacht wiederaufgebaut.

## Okenshöhe

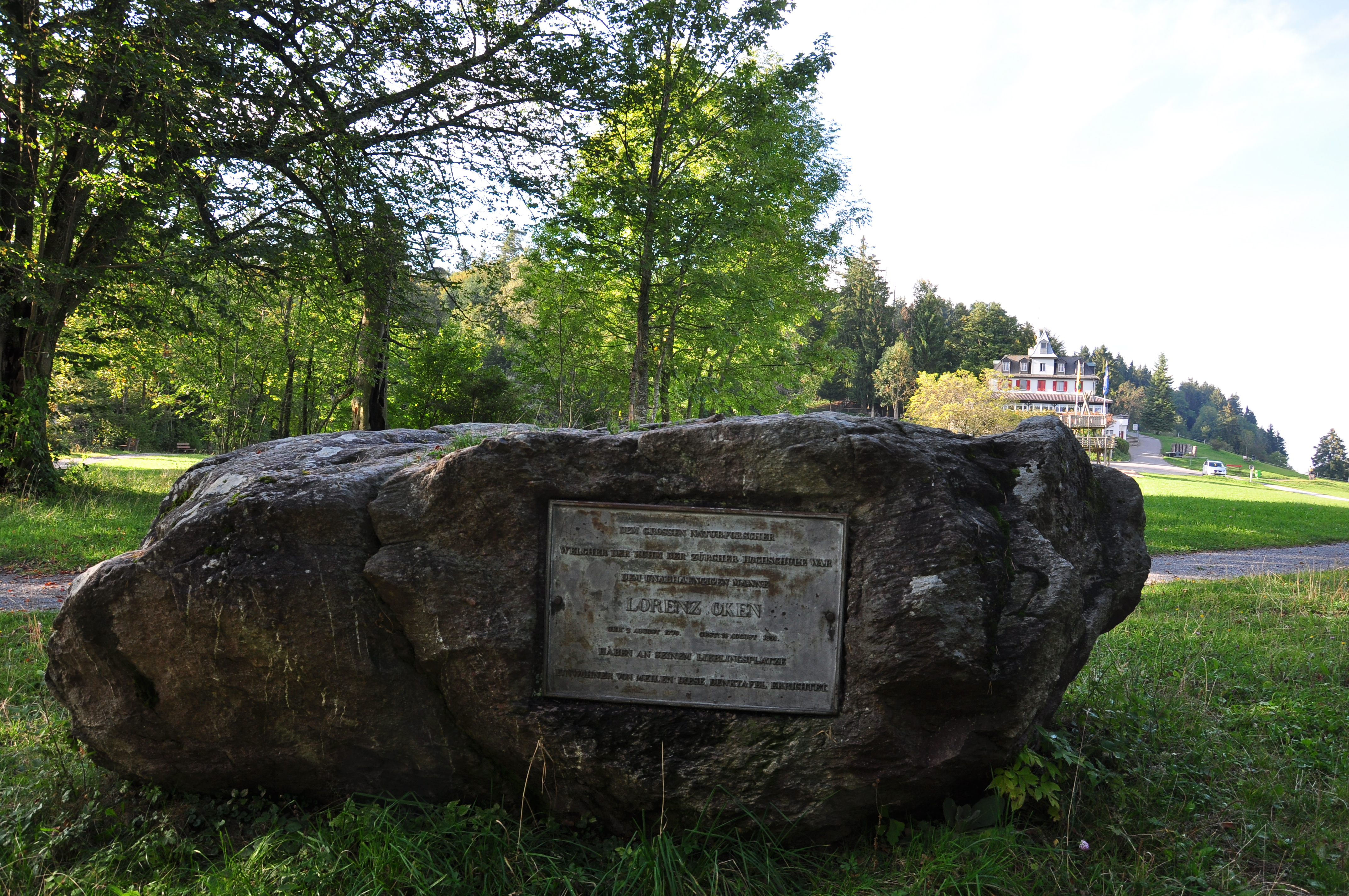
Die Okenshöhe mit dem Lorenz Oken gewidmeten Findling

Südlich des Restaurants Hochwacht liegt die Okenshöhe, eine natürliche Terrasse mit – heute durch Bäume eingeschränktem – Blick zu den Glarner Alpen. Ein in der Nähe vorgefundener Findling wurde hierher gebracht und dem Mediziner und Naturforscher Lorenz Oken gewidmet.

## Der Pfannenstiel in der Literatur
Der Zürcher Schriftsteller Albin Zollinger (1895–1941) veröffentlichte 1940 den Roman Pfannenstiel – Die Geschichte eines Bildhauers. Darin beschreibt er den Pfannenstiel zwischen Hochwacht und Forch als «Grat von schlichtem Verlauf, welchem sonderliche Überraschungen nicht eigentlich zugetraut werden konnten». Im Roman wird ein in die Schweiz zurückgekehrter Bildhauer von der politischen Realität enttäuscht. Er zieht sich auf den Pfannenstiel zurück, baut sich dort ein Haus und findet eine intakte dörfliche Gemeinschaft.
Der Schriftsteller und Architekt Max Frisch (1911–1991), geboren und gestorben in Zürich, erwähnt in seinem Tagebuch 1946–1949 den Pfannenstiel an mehreren Stellen und in diesem Zusammenhang auch „Albin Zollinger, der diese Landschaft ein für allemal dargestellt hat.“ In der nachfolgenden Passage schildert er ihre zufällige erste Begegnung bei der Einkehr in ein Wirtshaus auf einer Wanderung im Jahr 1941.